# Distretto di Mahdia
Il distretto di Mahdia è un distretto della provincia di Tiaret, in Algeria.

## Comuni
Il distretto di Mahdia comprende 4comuni:
- Mahdia
- Aïn Zarit
- Nadorah
- Sebaïne